# Chthonerpeton viviparum
Chthonerpeton viviparum är en groddjursart som beskrevs av Parker och Wettstein 1929. Chthonerpeton viviparum ingår i släktet Chthonerpeton och familjen Caeciliidae. IUCN kategoriserar arten globalt som otillräckligt studerad. Inga underarter finns listade i Catalogue of Life.